# Curcuma amarissima
Curcuma amarissima là một loài thực vật có hoa trong họ Gừng. Loài này được William Roscoe mô tả khoa học đầu tiên năm 1826. Tên tiếng Trung: 极苦姜黄 (cực khổ khương hoàng), nghĩa đen là giềng cực đắng.

## Phân bố
Loài này có tại đông bắc Ấn Độ, Bangladesh, Trung Quốc (huyện Mãnh Lạp, tây nam tỉnh Vân Nam). Môi trường sống là nền rừng, ở cao độ khoảng 800 m.

## Mô tả
Thân rễ bao gồm một loạt các củ lớn nối với nhau, với các rễ bên, củ chân vịt dài, thẳng, dày bằng ngón tay cái của người, ruột màu  vàng với phần rìa màu xanh gỉ đồng, vỏ màu xanh lục ánh lam, vị rất đắng; củ treo lủng lẳng ít và nhỏ, ruột màu ngọc trai hay trắng; thân màu ánh đỏ; lá hình trứng rộng, màu xanh lục và nhẵn cả hai mặt, ~ 45 × 14 cm, với cuống lá có bẹ màu nâu ánh đỏ, dài; cụm hoa bông thóc mọc ở bên, trên các chồi tách biệt mọc ra từ thân rễ, hình trụ, cao từ 4-6 inch × 3,5 inch (10-15 cm × 9 cm), với các bẹ màu nâu ánh tía; lá bắc hữu sinh lớn ~5 cm, hình trứng, xếp lợp, màu xanh lục sẫm; mào nhỏ, màu trắng, chóp ở đỉnh các lá bắc có màu từ hồng nhạt đến đỏ; lá bắc bên trong hình trứng, màu trắng; đài hoa ~1cm, 3 thùy, chóp đỉnh màu hồng; phiến ngoài của tràng hoa 3 thùy, màu đỏ thắm, ống tràng ~2cm, các thùy ~1cm, thuôn dài, phần trên có mấu nhọn, có nắp; chỉ nhị, hay môi trên của phiến trong chia 3 phần, màu vàng rơm nhạt, các phần bên mọc thẳng, tụ lại, phần giữa mang bao phấn có rãnh, 2 cựa; môi dưới 3 thùy tù, màu vàng, thùy giữa (cánh môi) lớn nhất, 3 thùy, thùy trung tâm với dải màu vàng sẫm ở giữa, có khía tai bèo hoặc gợn sóng ở mép; hình chỉ đến bán bầu dục, với hai nhú hình dùi ở gốc; đầu nhụy hình chén có lông rung; nguyên bào mầm có lông nhung; quả nang ba ngăn, hạt nhiều. Ra hoa tháng 4-5.